# 자폐와 LGBT 정체성

## 초기 연구들과 한계
자폐를 가진 사람들이 성적 욕구나 성생활에 대한 욕구가 결핍되어 있다는 초기의 주장들은 부정확하고 부정적인 고정관념으로 여겨져 왔다. 이러한 주장들은 방법론적 문제들의 결과였다. 보다 현대의 증거는 대부분의 자폐를 가진 사람들이 로맨스와 성적 측면 모두에 관심을 보인다는 것을 나타낸다.

## 자폐증과 성적 지향
대부분의 자폐인들은 이성애자이다. 그러나 자폐인들이 비자폐인들에 비해 이성애자로 정체화할 가능성이 더 적다는 것이 밝혀졌다. 일부는 이것을 자폐증, 태아기의 호르몬 그리고 성적 지향 간 연관성의 일부로 설명하고자 시도한다. 그러나 그것만이 제안된 유일한 설명은 아니다. 성적 지향과 자폐증에 대한 연구들은 일반적 사람들과 비교했을 때 더 많은 자폐인들이 동성애나 양성애적 감정을 가진다고 제안한다. 일부 연구는 자폐인들에서 더 높은 비율의 다양한 성적 지향을 보여주었다. 연구들은 자폐인들에서 더 높은 무성애 빈도를 나타내었으나, 2019년의 한 리뷰 논문은 이것이 "자폐 스펙트럼 장애를 가진 사람들이 사회적 관계를 형성하는 것에 어려움을 갖는다는 점을 고려하여 신중하게 해석되어야 한다."고 언급했다. 마찬가지로 무성애자 대상의 한 조사는 7%에서 8%의 응답자가 자폐증 진단을 받은 것으로 밝혔다.
학술 문헌에서의 자폐증과 성적 지향의 주제를 다루는 2020년의 한 리뷰는 자폐인들이 그들의 성적 지향에 대해 의문을 가지는 것은 "보편적 주제"였다고 밝혔다. 자폐인들 중에서 비이성애적 지향(non-heterosexual orientation)을 가진 경우가 더 흔하다고 추측되지만, 정확한 비율은 연구마다 다양하다. 자폐인구에서의 비이성애적 지향이 증가하는 것은 자기 보고된 성적 지향, 성적 행동, 그리고 성적 관심사를 모두 측정할 때 나타난다.
일부 연구들은 자폐 여성이 자폐 남성보다 더 높은 비율의 비이성애적 지향을 가진다고 나타냈다. 이것은 또한 케임브리지 대학교에서 진행하고 자폐증 연구(Autism Research)에 게재된 한 온라인 설문에서도 증명되었다. 이 설문은 자폐 여성이 비자폐인과 자폐 남성들에 비해 더 넓은 성적 정체성 범위를 가진다고 제안하였다. 어린 응답자일수록 나이 든 응답자들에 비해 더 높은 비율로 그들 자신을 동성애자라고 보고하였다. 2021년의 한 리뷰에 따르면, 일부 연구들은 자폐 여성들이 비자폐 여성들에 비해 양성애자로 정체화할 가능성이 세 배에서 네 배가량 더 높은 것으로 밝혔다.
성교육 프로그램에 참가했던 일부 자폐인들은 프로그램에서 비이성애(non-heterosexuality)에 대한 정보가 더 많았다면 그들의 필요에 더 도움을 줄 수 있었을 것이라 보고하였다. 그러나 자폐증과 발달 장애 저널에 실린 한 보고서가 이것을 자폐인들에게 영향을 미치는 단일한 이슈로 본 반면에, 성적 지향 (그리고 젠더 정체성)에 대한 정보가 미국의 일반 대중을 위한 성교육 프로그램에서도 "심각하게 부족"하다고 언급되었다. 일부 초기 연구에 따르면 자폐인들은 또한 동성애에 대해 더 관용적일 수도 있다. 2018년의 한 연구는 더 높은 광역 자폐증 표현형(Broad Autism Phenotype, BAP)을 가진 사람일수록 동성에게 끌릴 가능성이 더 높다는 것을 시사하였다.

## 자폐증과 성 정체성(gender identity)
성별 불쾌감(Gender dysphoria)은 그들의 성 정체성과 관련하여 불편함을 경험하는 트랜스젠더 사람들에게 주어지는 진단이다. 일부 연구들은 자폐아들이 성별 불쾌감을 경험할 가능성이 더 높다는 것을 보여주었다. 성 정체성 클리닉(Gender identity clinic)에서 평가된 사람들의 약 20%가 자폐 스펙트럼 장애(ASD)의 특징을 보고하였다.
과학적 문헌들이 성별 불쾌감을 가진 남자와 여자 자폐아들의 사례연구들로 채워졌음에도, 성별 불쾌감과 자폐증의 연관을 평가하기 위한 첫 번째 연구는 2010년이 되어서야 출간되었다. 네덜란드의 연구자들은 2010년에 성 정체성 장애(성별 불쾌감)로 진단받은 200명 이상의 아이들과 성인을 연구하였는데, 그 중 7.8%가 자폐증이 있음을 밝혔다. 또 다른 연구에서, 2011년 12월부터 2013년 6월까지 NHS 성 정체감 발달 서비스(NHS Gender Identity Development Service)에 의뢰된 166명의 젊은 성인의 절반 이상이 자폐증으로 평가되었다. 2014년 3월에 아카디아 대학 국립 아동 병원(Children's National Medical Center)과 국립 정신건강 연구소의 연구자들은 자폐아동의 성별 다양성을 평가하였는데 자폐증이 없는 아동들에 비해 7.59배 더 많이 성별 다양성을 지닌다고 밝혔다. 이 연구의 저자 중 한 명인 심리학자 존 스트랭은 아동들이 나이 든 사람들처럼 "다른 사람의 생각에 대해 걱정"하거나, 트랜스젠더를 향한 "사회적 기대나 사회적 편견"을 의식하지 않기 때문에 젠더 비관행(gender non-conforming)일 가능성이 더 높다고 주장하였다. 자폐증과 트랜스젠더 주제 모두에 전문가인 핀 그래튼(Finn V. Gratton)은 2019년에 비슷한 주장을 하였는데, "연구는 사회적 조건에 대한 자폐적 저항이 트랜스젠더 정체성의 발생률에 중요한 역할을 하는 것으로 보인다는 것을 밝혀냈다. 만약 이것이 사실이라면 트랜스젠더 발생률에 있어서 자폐 비율은 인간 집단에서의 실제 비율, 즉 사회적 조건에 대한 높은 민감도로 인해 억압되어있는 신경전형인 인구에서의 비율을 나타낼 수 있다"고 하였다.